# Maćkowy

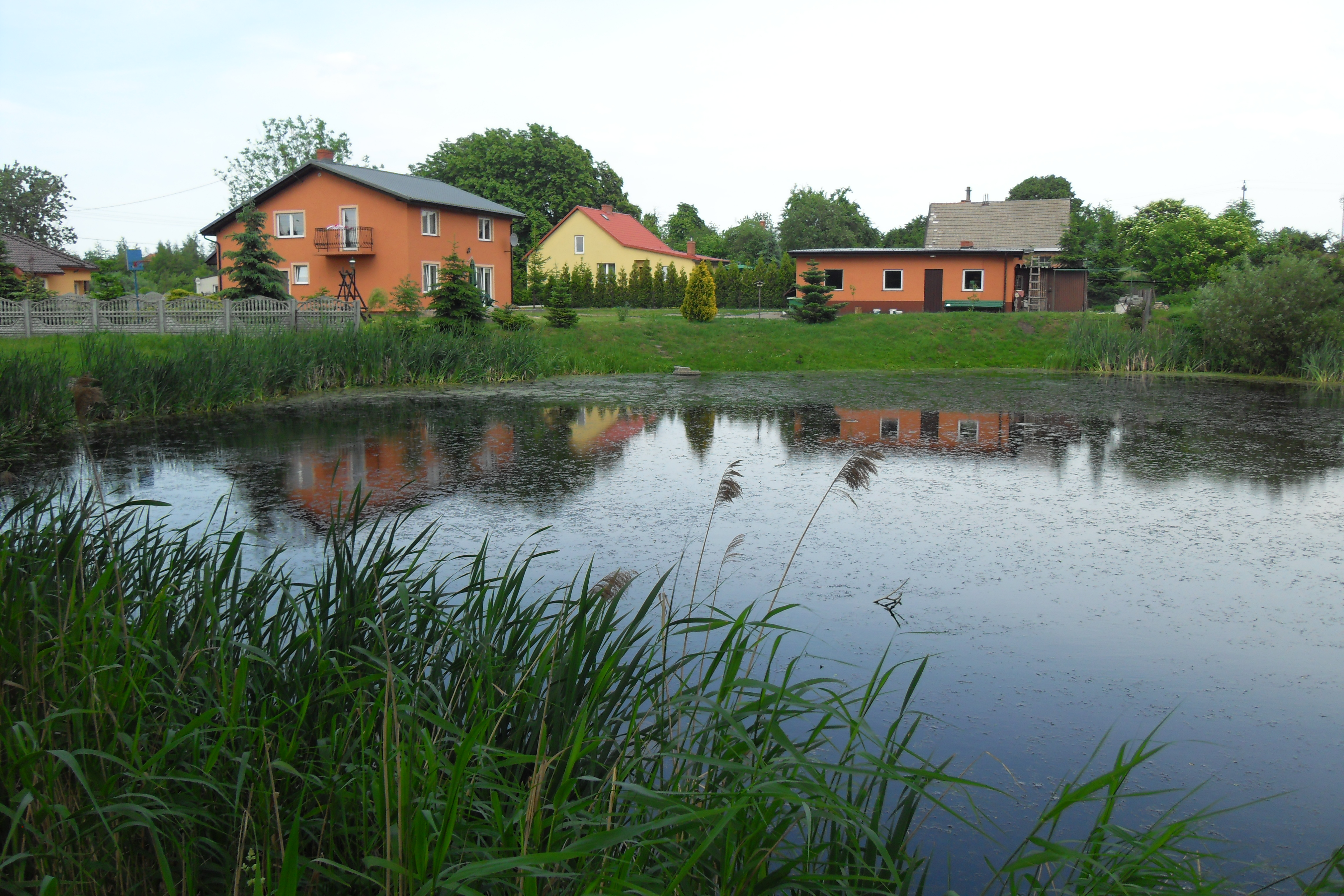
Maćkowy

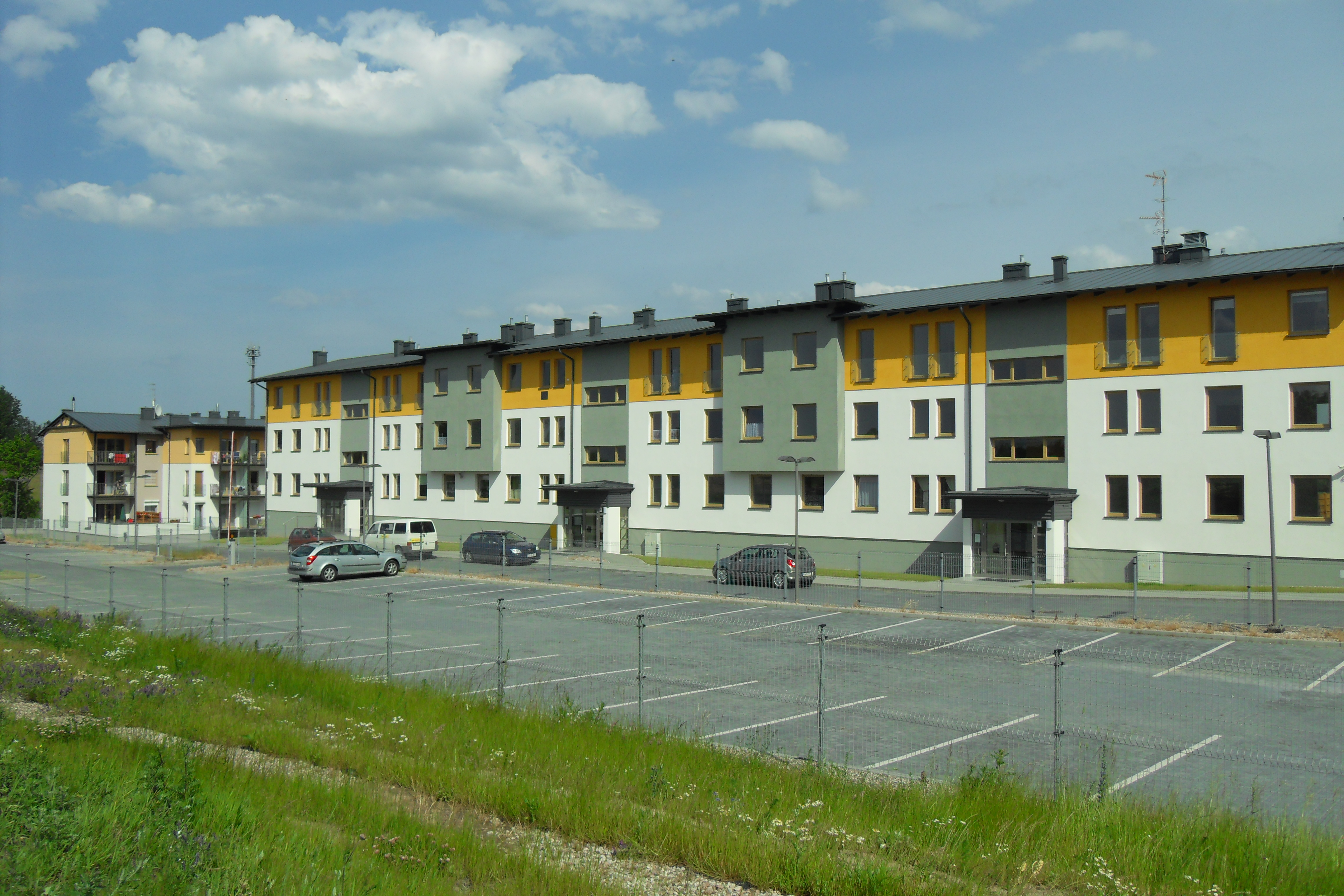
Maćkowy, nowa zabudowa

Maćkowy (dawniej: Maćki, niem. Matzkau, Matzken) – obszar w Gdańsku, w dzielnicy administracyjnej Orunia Górna-Gdańsk Południe.
Wieś biskupstwa włocławskiego w województwie pomorskim w II połowie XVI wieku.

## Położenie
Maćkowy zostały przyłączone w granice administracyjne miasta w 1973. Należą do okręgu historycznego Wyżyny. Są położone na początku wzniesień Pojezierza Kaszubskiego, rozpoczynającego się od linii Kanału Raduni.
Od wschodu Maćkowy graniczą z dzielnicą administracyjną Orunia-Św. Wojciech-Lipce.

### Sąsiednie jednostki
- od północy: Łostowice (płn-zach[6]), os. Moje Marzenie, Orunia Górna, Orunia
- od wschodu: Lipce
- od zachodu: Borkowo Łostowickie (wieś)
- od południa: Święty Wojciech

Na północ od Maćkowych położony jest zespół przyrodniczo-krajobrazowy Dolina Potoku Oruńskiego. 

## Komunikacja

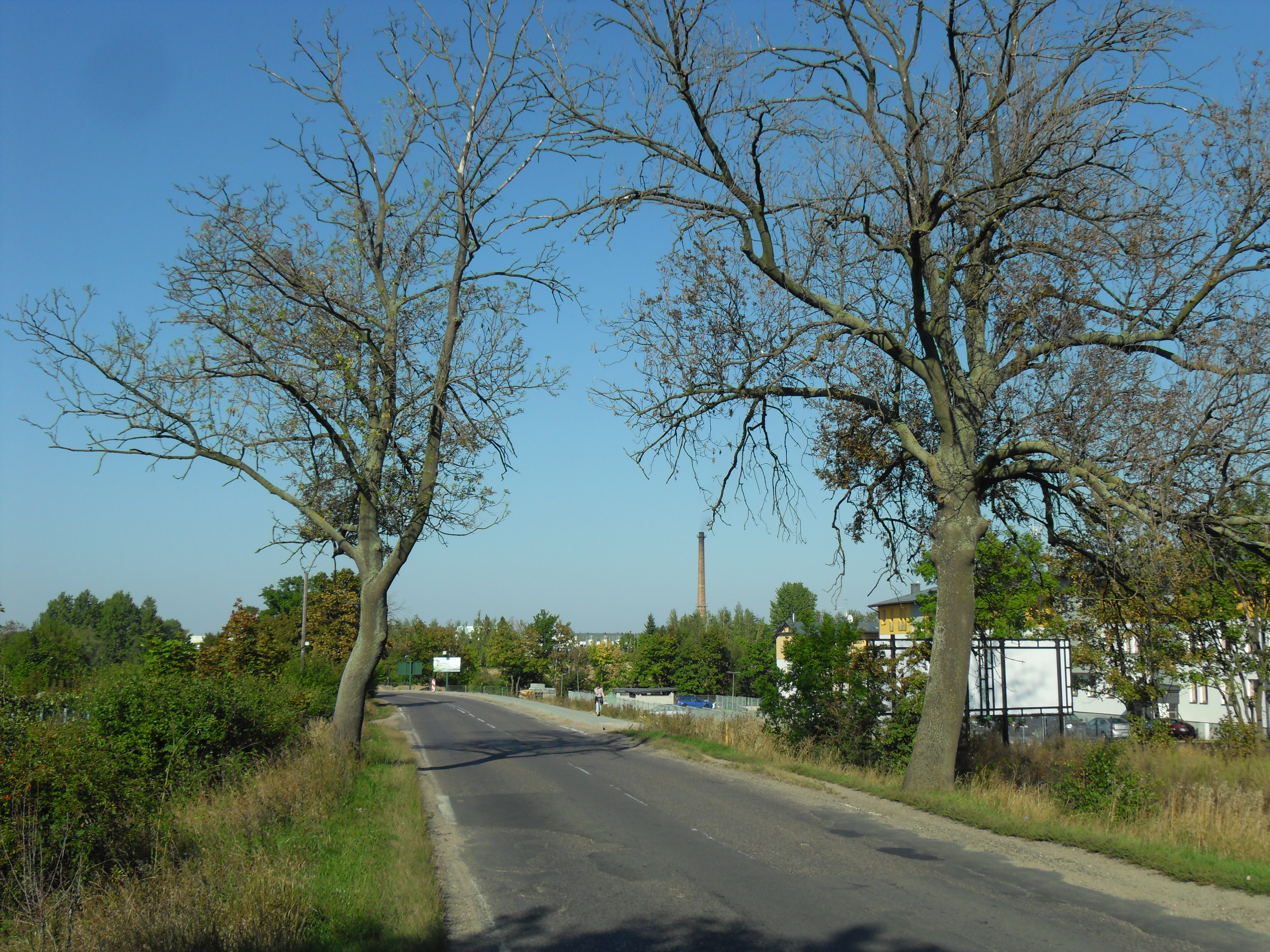
Ul. Starogardzka

Przez osiedle przebiega ul. Starogardzka, będąca częścią drogi wojewódzkiej nr 222 Gdańsk-Starogard-Skórcz. Dojazd z centrum miasta zapewniają autobusy miejskie.
W Maćkowach funkcjonuje śmigłowcowe lądowisko Gdańsk-Maćkowy.

## Historia
Dawne nazwy: Maczkowo (1286), Maczkow (1338), Maczkowo (1583), Mackowy (1664), Matzkau (1874), Maćki (1884).
Był to majątek ziemski (obszar dworski), następnie podmiejska osada rolniczo-mieszkaniowa. W latach II wojny światowej niedaleko osiedla mieścił się obóz Aussenstelle Matzkau. Odbywali w nim kary niemieccy SS-mani i policjanci skazani za dezercje, oszustwa, homoseksualizm. W obozie wykonywano kary śmierci. Między innymi więźniowie z tego obozu brali udział w tłumieniu powstania warszawskiego.
1 stycznia 1973 zostały włączone do Gdańska. Od 1978 w Maćkowach przy ul. Bartniczej 1 znajdował się zakład mleczarski Spółdzielni Mleczarskiej Maćkowy. Przez pewien czas był on jedynym w Polsce producentem mleka bez laktozy i śmietany UHT. W 2017 podjęto decyzję o jego zamknięciu. Pozostały po zakładzie 65-metrowy, ceglany komin 10 stycznia 2023 wysadzono w powietrze z wykorzystaniem ponad 13 kg dynamitu.